# Младоженците
„Младоженците“ (на английски: The Honeymooners) е американска семейна комедия от 2005 г. на режисьора Джон Шулц, който е базиран на едноименния сериал от 1960-те години. Във филма участват Седрик Шоумена, Майк Епс, Гейбриъл Юниън, Реджина Хол, Ерик Столц и Джон Легуизамо.

## Актьорски състав
| Актьор         | Роля             |
| -------------- | ---------------- |
| Седрик Шоумена | Ралф Крамдън     |
| Майк Епс       | Ед Нортън        |
| Гейбриъл Юниън | Алис Крамдън     |
| Реджина Хол    | Трикси Нортън    |
| Карол Уудс     | Майка на Алис    |
| Дорийн Кеог    | Госпожа Челестин |
| Ерик Столц     | Уилям Дейвис     |
| Джон Легуизамо | Додж             |
| Джон Полито    | Кърби            |
| Лени Венито    | Лени             |
| Аджай Найду    | Вивек            |
| Алис Дръмънд   | Мис Бенвенути    |
| Кевин Кориган  | Лари             |